# My Life as a 10-Year-Old Boy
My Life as a 10-Year-Old Boy (Mi vida como un niño de diez años) es una autobiografía escrita por Nancy Cartwright. Publicada por primera vez en septiembre de 2000 por la editorial Hyperion, cuenta la carrera de Cartwright, particularmente sus experiencias como la actriz que realiza la voz del personaje Bart Simpson de la serie animada Los Simpson y contiene datos del programa, rutinas y anécdotas sobre sus encuentros con las estrellas invitadas. 
Los críticos han comentado que el libro parece estar más destinado a los fanáticos de Los Simpson que a un público más general. Otras críticas han radicado en la simplicidad de la escritura y en la falta de historias interesantes. En 2004, Cartwright adaptó el libro en una obra de teatro, la cual ha interpretado alrededor del mundo, incluyendo en el Edinburgh Fringe.

## Contexto
En el primer capítulo, Cartwright escribe "Hace aproximadamente cinco años decidí que quería escribir este libro. Sabía que Los Simpson terminaría algún día, por lo que decidí escribirlo mientras el programa continuase en el aire". En una entrevista con Scotland on Sunday, añadió "Quería contar mi historia y necesitaba hacerlo porque recibo mucho correo de los fanáticos. Las personas están muy interesadas en el proceso, en cómo se relacionan unas cosas con otras. Eso es lo que hace este libro". En una entrevista de 1995, cinco años antes de escribir el libro, Cartwright señaló que le gustaría escribir un libro y que, de hacerlo, lo titularía "My Life as a 10-year Boy" ("Mi vida como un niño de diez años"). El libro contiene extractos de otros libros y revistas que la autora había conservado a lo largo de los años. El libro fue anunciado oficialmente en enero de 2000 y Cartwright comenzó a publicitarlo el 31 de octubre de 2000.

## Contenido
My Life as a 10-Year-Old Boy comienza con una dedicatoria a Daws Butler, una lista de logros y un prólogo del compañero de elenco de Cartwright en Los Simpson, Dan Castellaneta. El primer capítulo del libro habla sobre la vida y la carrera de la autora anterior a 1987. En el segundo capítulo, Cartwright recuerda el día en que había ido a una audición para realizar la voz de un personaje en una serie de cortos animados emitidos durante The Tracey Ullman Show. Los cortos se trataban sobre una familia disfuncional y Cartwright se presentó para audicionar para el papel de Lisa Simpson, la hija mayor. Luego de que llegó al sitio en donde se llevaban a cabo las pruebas, decidió que el papel de su hermano Bart era mucho más interesante. Matt Groening, el creador de los cortos, le permitió audicionar para el papel de Bart, y le dio el trabajo luego de escucharla leer. Desde ese punto, el libro comienza a narrar sus experiencias como la voz de Bart. En 1989, después de tres temporadas de cortos, comenzó a emitirse una serie de media hora de duración titulada Los Simpson. En los capítulos siguientes, describe los primeros días de Los Simpson, realizando comentarios sobre el proceso de grabación y sus compañeros y revelando cómo obtuvo los papeles de otros personajes a los que provee una voz, incluyendo a Nelson Muntz y Ralph Wiggum. En el decimoquinto capítulo, analiza sus experiencias al interpretar la voz de un personaje famoso y siendo reconocida en muy raras ocasiones.
Varios capítulos se dedican a mostrar una visión "interna" detallada de cómo se hacen los capítulos de Los Simpson, incluyendo el guion, la grabación y la animación. My Life as a 10-Year-Old Boy contiene múltiples extractos del diario de Cartwright detallando varios eventos, principalmente sus encuentros con las estrellas invitadas de la serie. Las estrellas sobre las que habla incluyen a  Ernest Borgnine, Danny DeVito, Kirk Douglas, Mel Gibson, Kelsey Grammer, Tom Jones, Michael Jackson, Mickey Rooney, Meryl Streep y Elizabeth Taylor. Un capítulo describr el día en que descubrió que Phil Hartman, un invitado recurrente en Los Simpson, había sido asesinado. El último capítulo es una retrospectiva en la cual responde a la pregunta "¿Cómo es ser la voz detrás de la estrella?"

## Recepción
La tirada original de veinticinco mil copias de My Life as a 10-Year-Old Boy fue vendida en primer lugar en el Reino Unido, con treinta y ocho mil copias vendidas. Cartwright comenzó una gira de publicidad a finales de octubre de 2000, comenzando en su hogar natal de Dayton,  Ohio, en donde el libro se convirtió en el más vendido de la ciudad en la categoría de no-ficción durante la primera semana de noviembre de 2000.
Laura A. Bischoff del Dayton Daily News comentó que el libro fue "la guía esencial para ver desde adentro a Los Simpson". Sin embargo, varios críticos comentaron que el libro fue muy simple y presentó pocas historias interesantes. Susan Shapiro de The New York Times escribió "Aunque si bien las paradojas de ser 'una celebridad que nadie conoce' son interesantes, las fotografías, las rutinas y los comentarios excesivamente suaves asemejan el libro a un mero álbum de recortes". Rosellen Brewer del Library Journal comentó que "Pese a la descripción de la vida de Cartwright, no hay nada nuevo o interesante en el libro. Sabía qué quería hacer y podía hacerlo; fin de la historia". Lee Bacchus de The Province escribió que "Este pequeño libro escrito por la voz de Bart Simpson parece haber sido escrito por un niño de diez años. Pero no todo es tan malo. Cartwright, quien interpreta a Bart junto a Ralph Wiggum y otros personajes de Los Simpson, da un recorrido muy poco desafiante desde adentro de una serie fenomenalmente exitosa. Es divertido descubrir cómo se hace el programa y cómo una mujer tiene uno de los trabajos más geniales del mundo. Si tan sólo no fuese tan implacablemente simple".
Otra crítica común fue que el libro estaba dirigido a los fanáticos de Los Simpson en vez de a la audiencia en general. En una presentación previa en la revista People se dijo que "el libro es sólo para los grandes fanáticos de la serie". Bacchus estuvo de acuerdo, diciendo "Cartwright escribe como si le estuviese hablando a los devotos del Fans Club de Los Simpson, proveyendo detalles que sólo podrían importarles a los obsesivos". Rob Sheridan del National Post también cree que el libro "sólo está dirigido a los verdaderos fanáticos de la serie", criticando también la escritura, comentando que "la cronología de su historia a veces se mezcla, y varias oraciones parecen no haber sido revisadas jamás. De todas formas, nada de esto es para preocuparse".